# 李怡逢
李怡逢（德語：Yvonne Li，1998年5月30日—），出生於德國漢堡，父母皆為中國上海人。德国女子羽毛球運動員，目前在杜伊斯堡-埃森大學主修工業工程。

## 簡歷
2013年8月，李怡逢與马文·埃米尔·塞德尔出戰保加利亞羽毛球公開賽，在决赛以1比2（21-19、9-21、18-21）不敌芬兰保加利亚跨国组合安东·凯斯提/加夫列拉·斯托伊娃，贏得混雙亞軍。
2014年11月，李怡逢出戰挪威羽毛球國際賽，在女單準决赛以0比2（14-21、15-21）不敌赛会头号种子、立陶宛的厄维尔·斯塔普赛蒂特。
2015年6月，李怡逢出戰立陶宛羽毛球國際賽，在女單决赛以2比0 （21-14、21-14）击败了赛会2号种子、白俄罗斯的阿莱西亚·扎伊特萨娃，奪得其首個國際職業賽冠軍；而与路易丝·海姆的女雙在决赛以0比2（11-21、7-21）不敌法国的玛丽·巴托梅内/泰沙娜·维尼斯·瓦汉，赢得亞軍。接着8月，她出戰保加利亞羽毛球公開賽，在女單决赛以0比2（11-21、13-21）不敌赛会7号种子、丹麦的纳塔利娅·科克·罗泽，赢得亞軍；而与路易丝·海姆的女雙在準决赛以1比2 （21-18、19-21、12-21）不敌法国的玛丽·巴托梅内/安妮·特兰。
2016年4月，李怡逢出戰荷蘭羽毛球國際賽，在女單决赛以0比2（18-21、18-21）不敌赛会头号种子、丹麦的梅蒂·波尔森，赢得亞軍。接着6月，她出戰立陶宛羽毛球國際賽，在女單準决赛以0比2（12-21、15-21）不敌赛会5号种子、俄罗斯的埃琳娜·科门德鲁夫斯卡亚。
2017年4月，她代表德国队参加法国米卢斯举辦的歐洲青年羽毛球錦標賽，在女單準决赛以1比2（17-21、21-13、11-21）不敌赛会头号种子、丹麦的茱莉·达瓦尔·雅各布森，赢得季軍。

## 主要比賽成績
只列出曾進入準決賽的國際賽事成績：
| 年份   | 賽事                       | 公開賽級別 | 項目     | 搭檔               | 成績   |
| ------ | -------------------------- | ---------- | -------- | ------------------ | ------ |
| 2013年 | 歐洲青年羽毛球錦標賽       | 其他       | 混合團體 | －                 | 準決賽 |
| 2013年 | 保加利亞羽毛球公開賽       | 國際系列賽 | 混合雙打 | 马文·埃米尔·塞德尔 | 亞軍   |
| 2014年 | 歐洲女子羽毛球團體錦標賽   | 其他       | 女子團體 | －                 | 季軍   |
| 2014年 | 挪威羽毛球國際賽           | 國際系列賽 | 女子單打 | －                 | 準決賽 |
| 2015年 | 歐洲青年羽毛球錦標賽       | 其他       | 女子雙打 | 伊娃·詹森斯        | 季軍   |
| 2015年 | 立陶宛羽毛球國際賽         | 未來系列賽 | 女子單打 | －                 | 冠軍   |
| 2015年 | 立陶宛羽毛球國際賽         | 未來系列賽 | 女子雙打 | 路易丝·海姆        | 亞軍   |
| 2015年 | 保加利亞羽毛球公開賽       | 國際系列賽 | 女子單打 | －                 | 亞軍   |
| 2015年 | 保加利亞羽毛球公開賽       | 國際系列賽 | 女子雙打 | 路易丝·海姆        | 準決賽 |
| 2016年 | 歐洲女子羽毛球團體錦標賽   | 其他       | 女子團體 | －                 | 季軍   |
| 2016年 | 荷蘭羽毛球國際賽           | 國際系列賽 | 女子單打 | －                 | 冠軍   |
| 2016年 | 立陶宛羽毛球國際賽         | 未來系列賽 | 女子單打 | －                 | 準決賽 |
| 2017年 | 歐洲羽毛球混合團體錦標賽   | 其他       | 混合團體 | －                 | 季軍   |
| 2017年 | 歐洲青年羽毛球錦標賽       | 其他       | 女子單打 | －                 | 季軍   |
| 2018年 | 歐洲羽毛球女子團體錦標賽   | 其他       | 女子團體 | －                 | 亞軍   |
| 2018年 | 俄羅斯羽毛球公開賽         | 超級100賽  | 女子單打 | －                 | 準決賽 |
| 2018年 | 捷克羽毛球公開賽           | 國際挑戰賽 | 女子單打 | －                 | 冠軍   |
| 2018年 | 意大利羽毛球國際賽         | 國際挑戰賽 | 女子單打 | －                 | 亞軍   |
| 2019年 | 歐洲羽毛球混合團體錦標賽   | 其他       | 混合團體 | －                 | 亞軍   |
| 2019年 | 波蘭羽毛球公開賽           | 國際挑戰賽 | 女子單打 | －                 | 亞軍   |
| 2019年 | 白夜羽毛球賽               | 國際挑戰賽 | 女子單打 | －                 | 準決賽 |
| 2019年 | 薩洛盧羽毛球公開賽         | 超級100賽  | 女子單打 | －                 | 準決賽 |
| 2020年 | 歐洲羽毛球男女子團體錦標賽 | 其他       | 女子團體 | －                 | 亞軍   |
| 2020年 | 丹麥羽毛球公開賽           | 超級750賽  | 女子單打 | －                 | 準決賽 |
| 2020年 | 薩洛盧羽毛球公開賽         | 超級100賽  | 女子單打 | －                 | 亞軍   |
| 2021年 | 歐洲羽毛球混合團體錦標賽   | 其他       | 混合團體 | －                 | 季軍   |
| 2022年 | 愛爾蘭羽毛球公開賽         | 國際挑戰賽 | 女子單打 | －                 | 準決賽 |
| 2022年 | 威爾斯羽毛球國際賽         | 國際挑戰賽 | 女子單打 | －                 | 冠軍   |
| 2023年 | 歐洲羽毛球混合團體錦標賽   | 其他       | 混合團體 | －                 | 季軍   |
| 2023年 | 奧爾良羽毛球大師賽         | 超級300賽  | 女子單打 | －                 | 準決賽 |
| 2025年 | 歐洲羽毛球混合團體錦標賽   | 其他       | 混合團體 | －                 | 季軍   |

| 2007-2017年 | 首要超級賽 | 超級賽 | 黃金大獎賽 | 大獎賽 | 國際挑戰賽 | 國際系列賽 | 未來系列賽 | 其他 |

| 2018-2026年 | 總決賽 | 超級1000賽 | 超級750賽 | 超級500賽 | 超級300賽 | 超級100賽 | 國際挑戰賽 | 國際系列賽 | 未來系列賽 | 其他 |

### 奧運會和世錦賽參賽紀錄
|          | 2019 | 2020       | 2021 | 2022 | 2023 | 2024       |
| -------- | ---- | ---------- | ---- | ---- | ---- | ---------- |
| 女子單打 | 64強 | 小組第三名 | 32強 | 32強 | 32強 | 小組第三名 |